# Comtat de Thérouanne
El comtat de Thérouanne (neerlandès Terwaan) fou una jurisdicció feudal al sud del comtat de Flandes, de la qual el centre fou la ciutat de Thérouanne. La ciutat tenia un bisbe que era sufragani de l'arquebisbe de Reims; com a totes les ciutats amb bisbes, hi havia al costat un comte designat pels carolingis, no hereditari. La diòcesi era força delimitada per l'IJzer al nord, i el Canche al sud i el Leie a l'est. Avançat al segle ix els comtes de Flandes van dominar Thérouanne per les armes i van governar la regió durant uns tres-cents anys fins que Felip d'Alsàcia (1168-1191) va donar la regió en dot a la seva neboda Isabel d'Hainaut quan es va casar (1180) amb Felip August de França que el va incorporar a la corona francesa. Aquesta annexió va ser ratificada pel tractat d'Arràs de 1191).